# Stawiguda (gmina)
Stawiguda est une gmina rurale du powiat de Olsztyn, Varmie-Mazurie, dans le nord de la Pologne. Son siège est le village de Stawiguda, qui se situe environ 16 km au sud-ouest de la capitale régionale Olsztyn.
La gmina couvre une superficie de 222,52 km2 pour une population de 5 134 habitants.

## Géographie
La gmina inclut les villages de Bartąg, Bartążek, Binduga, Ćwikielnia, Dorotowo, Gągławki, Grada, Gryźliny, Jaroty, Kręsk, Majdy, Miodówko, Owczarnia, Pluski, Ruś, Rybaki, Stary Dwór, Stawiguda, Tomaszkowo, Wymój, Zazdrość, Zezuj, Zielonowo et Zofijówka.
La gmina borde la ville d'Olsztyn et les gminy de Gietrzwałd, Olsztynek et Purda.